# 曼涅托

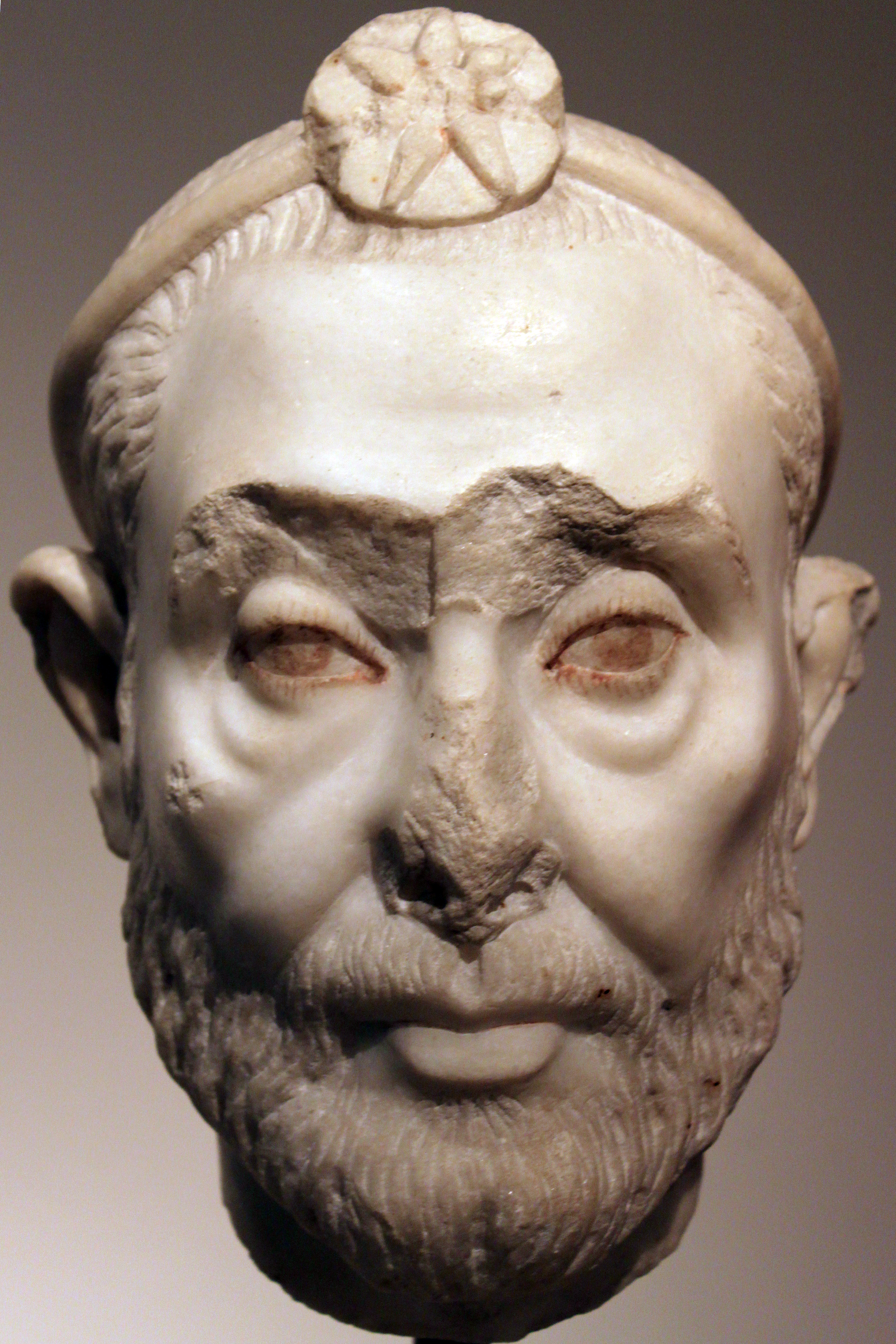
普魯塔克認為曼涅托與托勒密王朝的塞拉比斯崇拜有關。 此為收藏在柏林舊博物館佚名塞拉比斯教士的頭像。

曼涅托（羅馬化：Manetho/Manethon；生卒年不詳；活动时期公元前四世纪末—公元前三世纪初），亦稱曼內托。古埃及祭司和历史学家，用希腊文写成《埃及史》，该书有片段为教会历史学家保存下来，成为今人研究古埃及历史的重要史料。曼涅托把埃及历史划分为30个王朝和古王国、中王国、新王国三个时期，这种分期法有一定的准确性，至今仍为学术界所沿用。

## 姓名
曼涅托的埃及文原名已經亡佚，但咸信意思為「托特的真理」、「托特的禮物」、「為托特所愛」。 其他可能的拼法為，意指馬群；或，意指我曾見過托特。
希臘語文獻來自迦太基的大理石像題詞，以及猶太歷史學家約瑟夫斯將其姓名拼作()。

## 生平
曼涅托，多視為土生埃及人，而母語是埃及語。儘管如此，據傳他只用希臘語為希臘語讀者寫作。著有《駁希羅多德》、《聖書》、《論古代與宗教》、《論節日》、《論 Kyphi 的準備》和《物理學摘要》。而《塞拉比斯書》亦歸功於他。

## 埃及史

### 反猶
曼涅托的《埃及史》提供了《出埃及記》的負面敘述： 埃及因猶太人為痲瘋不潔的賤民而驅除他們。在奧薩西夫的帶領下，猶太人反抗埃及；奧薩西夫自稱摩西，並破棄埃及的法律，燒殺擄掠。奧薩西夫宣布猶太人「既不應崇拜埃及的神明，也不誡埃及的神聖動物」。

## 註腳
1. ↑  Manetho. . Delphi Classics. 2018: 251. ISBN 978-1-78656-394-1.
2. ↑  Waddell (1940), p. ix, n. 1.
3. ↑  Corpus Inscriptionum Latinarum viii. 1007: "ΜΑΝΕΘΩΝ"
4. ↑  The same way that Platōn is rendered "Plato"; see Greek and Latin third declension.
5. ↑  Waddell, William Gillian, ed. 1940. Manetho. The Loeb Classical Library 350, ser. ed. George P. Goold. London and Cambridge: William Heinemann ltd. and Harvard University Press. ISBN 0-674-99385-3. pp. 188-189.
6. ↑  Nirenberg, David. . New York City: W.W. Norton. 2013. ISBN 9780393239430.
7. ↑  Ilany, Ofri. . Haaretz. 17 April 2020  [2023-03-26]. （原始内容存档于2023-03-26）.
8. 1 2  FlaviusJosephus. .
9. ↑  Berthelot, Katell. . Bulletin du Centre de recherche français à Jérusalem. 3 March 2009, (19)  [2023-03-26]. （原始内容存档于2023-03-26）.